# Eusebi de Samòsata
Eusebi de Samòsata (Samòsata, vers 330 - Dòlique, 379) fou bisbe de Samòsata. És venerat com a sant per catòlics i ortodoxos. La seva festa es commemora el 21 de juny a l'Església occidental. Les actes del seu martiri foren escrites en siríac i editades a les Acta martyrum per Bedjam (VI, 335).
El 361 fou nomenat bisbe de Samòsata amb la custòdia de les actes de l'elecció del patriarca Meleci d'Antioquia el 360, el qual suposaven els arrians que seria favorable a la seva causa i li havien donat el vot, però Meleci va actuar conforme a l'ortodòxia. Els bisbes arrians van convèncer a l'emperador Constanci II, que era arrià, d'imposar la destrucció de les actes a Eusebi per fer una nova elecció. L'emperador va exigir la destrucció però Eusebi s'hi negà; l'emperador el va amenaçar de tallar-li la mà dreta i Eusebi va respondre que li oferia les dues mans. Durant la persecució dels ortodoxos en el regnat de Valent que també era arrià, va viatjar per Síria i Palestina per restaurar bisbats on els titulars havien estat deposats pels arrians. El 374 fou desterrat a Tràcia, però el 378, mort l'emperador, fou restaurat a la seva seu. Era a Dolique consagrant un bisbe quan una dona suposadament arriana el va matar en tirar-li una teula al cap al 379 o 380